# Polo Grounds
Polo Grounds était le nom donné à quatre stades différents situés à Upper Manhattan dans la ville de New York. Ces stades ont été utilisés principalement par des équipes de baseball : les Giants de New York (1883-1957), les New York Metropolitans (1883-1885), les Yankees de New York (1912-1922) et les Mets de New York lors de leurs deux premières saisons en 1962 et 1963.
Les matchs des étoiles de la Ligue majeure de baseball de 1934 et 1942 se sont déroulés au Polo Grounds. Le Polo Grounds fut aussi le premier stade de l'équipe des Giants de New York en NFL de 1925 à 1955. Il a été le domicile des Mets de New York lors des deux premières saisons de la franchise en 1962 et 1963 avant d'être détruit en 1964.

## Historique

### Polo Grounds I
Le premier stade fut construit au nord-est de Central Park dans en 1876 pour la pratique du polo. Bordé par la Cinquième, la Sixième Avenue, la 110e rue et la 112e rue (40° 47′ 53,12″ N, 73° 57′ 04,89″ O), le terrain était simplement désigné par the polo grounds (le terrain de polo, sans majuscules) dans les journaux. Avec le temps, cette expression est devenue un nom propre. L'enceinte est convertie en stade de baseball lorsque les New York Metropolitans, alors équipe indépendante, s'y installent en 1881. Avant le début de la saison 1882, les Metropolitans déclinent l'invitation de l'Association américaine d'intégrer la ligue nouvellement créée. En 1883, devant le succès des rencontres au Polo Grounds, l'Association américaine et la Ligue nationale, les deux ligues majeures de l'époque, invitent les Metropolitans à participer à leur championnat. Les propriétaires de l'équipe acceptent alors les deux propositions et pour répondre aux deux invitations créent une deuxième équipe, les Gothams de New York. À partir de 1883, les Metropolitans jouent dans l'Association américaine et les Gothams (futur Giants) rejoignent la Ligue nationale. Le Polo Grounds est alors divisé en deux stades de baseball séparés par un simple filet avec une tribune principale pour chaque terrain. Les Metropolitans disputent leurs rencontres sur le terrain ouest et les Gothams occupent le terrain est. En 1886, les Metropolitans sont vendus à Erastus Wiman qui déplace l'équipe sur Staten Island. Le club doit cesser ses activités à la fin de la saison 1887.
Avant le début de la saison 1889, la ville de New York récupère le terrain du Polo Grounds pour y faire passer la 111e rue entre la Cinquième Avenue et la Sixième Avenue. Les Giants doivent s'exiler temporairement et jouer deux rencontres à Jersey City au Oakland Park, puis 23 matchs au St. George Cricket Grounds sur Staten Island, avant de rejoindre le nouveau Polo Grounds au sud-est du quartier de Washington Heights.

### Polo Grounds II & III
La construction du nouveau stade des Giants débute en 1889 entre les 155e et 157e rues, à l'ouest la Huitième Avenue dans la partie sud de Coogan's Hollow. Le terrain est surmonté à l'ouest par un escarpement nommé Coogan's Bluff où s'adosse la tribune principale et le marbre est situé au nord-ouest du stade. Les Giants y disputent leur premier match le 8 juillet 1889 face aux Pirates de Pittsburgh et remportent une victoire 7 à 5.
En 1890, la Players League est créée après une révolte de nombreux joueurs face aux nouvelles conditions de contrats édictées par la Ligue nationale. La franchise allouée à New York est baptisée du même nom que sa rivale de la Ligue américaine et s'installe dans un nouveau stade construit dans la partie nord de Coogan's Hollow. Le Brotherhood Park, du nom du syndicat des joueurs de baseball, est séparé du Polo Grounds par un simple mur en bois au sommet d'un remblai en terre. Lorsque les deux équipes jouent le même jour, les spectateurs des tribunes supérieures assistent aux deux matchs et les circuits frappés dans l'un des stades peuvent atterrir sur l'autre terrain. La tribune principale en forme d'arc de cercle est adossée à Coogan's Bluff et la ligne de troisième but longe la ligne de chemin de fer situé au niveau de la 159e rue. La situation surélevée de Coogan's Bluff permet d'assister aux matchs sans payer.
La Players' League disparait après sa seule saison d'existence et en 1891, les Giants prennent possession du stade vacant, plus spacieux, qui est renommé Polo Grounds. La deuxième version du Polo Grounds change aussi de nom et devient le Manhattan Field. Il est utilisé pour d'autres sports comme le football américain ou l'athlétisme, puis transformé en parking pour le Polo Grounds.
Le champ extérieur de la troisième version du Polo Grounds est progressivement aménagé avec des gradins en bois qui fermeront complètement l'enceinte dans les années 1910. Le 14 avril 1911, un incendie d'origine inconnue enflamme la tribune principale et s'étend aux gradins latéraux. Une grande partie des gradins du champ extérieur restent intacts et serviront lors de la reconstruction du stade.

### Polo Grounds IV

#### Après la reconstruction

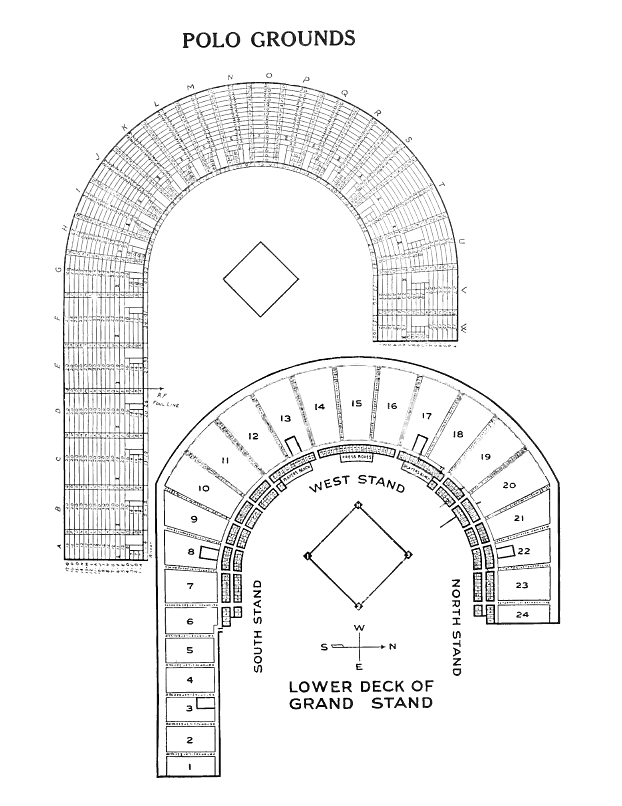
Plan du stade, 1923

Pendant deux mois, Les Giants disputent leurs rencontres à domicile au Hilltop Park, le stade des Yankees de New York qu'ils louent le temps des travaux de reconstruction de la tribune principale avec une structure en béton et acier. L'avancement des travaux permet une réouverture du stade le 28 juin 1911. Renommé Brush Stadium d'après le nom du propriétaire des Giants John T. Brush, l'enceinte dispose d'une nouvelle tribune principale de 16 000 places gardant la forme arrondie de la version précédente. Les tribunes latérales sont ajoutées au cours de la saison et un deuxième niveau de tribunes porte la capacité à 34 000 places en fin d'année. Les gradins en bois du champ extérieur sont laissés intacts. Le stade acquiert sa forme particulière en U avec un champ gauche à 84,4 m, un champ droit à 78 m et un champ centre à près de 132 m. Après la mort de Brush en 1912, le stade reprend son nom habituel de Polo Grounds.

#### La cohabitation avec les Yankees
Avant le début de la saison 1913, le bail des Yankees au Hilltop Park expire et la franchise loue le Polo Grounds pour y jouer ses matchs à domicile. Lors de la saison 1920, l'arrivée de Babe Ruth à New York permet aux Yankees de doubler le nombre de spectateurs au Polo Grounds et de devenir le premier club à attirer plus d'un million de spectateurs sur une saison. Babe Ruth profite du champ droit raccourci pour frapper des circuits plus facilement. Le 1er mai 1920, son premier circuit de la saison et son 50e en carrière sort du stade en passant par-dessus la tribune droite,. Les Giants prennent rapidement ombrage du succès des Yankees et les relations entre les deux clubs se détériorent progressivement. Après la saison 1920, John McGraw, propriétaire des Giants, demande aux Yankees de quitter leur stade le plus rapidement possible. En 1921 et 1922, la Série mondiale oppose les deux clubs de New York et toutes les rencontres se jouent au Polo Grounds.

#### L'arrivée de la NFL
Le 18 avril 1923, le Yankee Stadium est inauguré sur l'autre rive de la rivière Harlem en face du Polo Grounds qui devient le stade des seuls Giants. Pour faire face à la concurrence, les Giants augmentent la capacité du stade lors de l'hiver 1922-1923. Les anciens gradins du champ extérieur sont démontés et remplacés par une structure en dur, le deuxième niveau des tribunes et le toit sont prolongés vers le champ centre. Les vestiaires encadrés par des gradins sont construits à l'opposé du marbre, repoussant la limite du champ centre à 147 m (483 pieds). La capacité totale est portée à 55 000 places. Situés au-dessus du mur du champ centre, les vestiaires étaient accessibles par deux escaliers qui descendaient directement sur la pelouse. Un monument funéraire en l'honneur d'Eddie Grant, un ancien joueur des Giants tué pendant la Première Guerre Mondiale était situé au niveau du sol sous les vestiaires. D'une hauteur de 1,52 m, il a été inauguré le 30 mai 1921 et conservé lors de la rénovation du champ extérieur. Les deux enclos des lanceurs à droite et à gauche du champ centre étaient dans le territoire des bonnes balles, même si peu de balles arrivaient dans cette partie du stade.
Paradoxalement, la configuration du stade et ses dimensions paraissent alors plus adaptées à la pratique du football américain que du baseball, même si de nombreux matchs de football américain universitaire avaient déjà été joués sur le terrain du Polo Grounds depuis sa création. Les Giants de New York, franchise de la NFL créée en 1925, élisent domicile au Polo Grounds. En proie à des difficultés financières au cours de la saison, le club doit notamment sa survie à la venue des Bears de Chicago et de leur joueur vedette Red Grange le 6 décembre devant une affluence record de 68 000 spectateurs payants (plus environ 8 000 fraudeurs et 20 000 spectateurs perchés sur Cogan's Bluff),.
En 1933, l'équipe de baseball des Giants remportent la Série mondiale, 11 ans après leur dernier titre, en battant les Washington Senators 4 victoires à 1. Ils remportent les deux premières rencontres dans leur stade avant de conclure la série à Washington.
Le 10 juillet 1934, le Polo Grounds accueille la deuxième édition du match des étoiles. 48 363 spectateurs assistent à la performance de Carl Hubbell, le lanceur partant des Giants et de l'équipe de la Ligue nationale, qui retire sur prises cinq frappeurs consécutif en deux manches : Babe Ruth, Lou Gehrig, Jimmie Foxx, Al Simmons et Joe Cronin qui font partie des meilleurs frappeurs de l'époque,.
Le 9 décembre 1934, les Giants de New York affrontent les Bears de Chicago en finale de la NFL devant 35 000 spectateurs et sur une pelouse gelée. Menés 13 à 3 en fin de troisième quart-temps, les Giants retournent la situation en marquant 27 points en fin de rencontre grâce à un changement de chaussures plus adaptées à la surface glissante. Ce match est depuis surnommé The Sneakers Game (sneakers = chaussure de tennis),. Quatre ans plus tard, les Giants remportent un nouveau titre en battant les Packers de Green Bay au Polo Grounds devant 48 120 spectateurs, le record de l'époque pour une finale de NFL,.

#### Les dernières années
Dès la fin des années 1940, le nombre de spectateurs diminue chaque saison même lorsque les Giants sont au sommet de la Ligue nationale. En 1954, l'année du dernier titre conquis à New York, ils n'attirent qu'une moyenne de 15 198 supporters en 76 rencontres de saison régulière. L'équipe de football américain quitte le stade après la saison NFL 1955 pour le Giants Stadium et les résultats catastrophiques de l'équipe de baseball lors de la saison 1956 font encore plus chuter l'affluence au stade avec seulement 8 171 spectateurs de moyenne en 77 matchs. Dans l'incapacité de trouver un terrain pour la construction d'un nouveau stade, les Giants annoncent le 19 août 1957 leur déménagement pour San Francisco à partir de la saison 1958. Le 29 septembre 1957, les Giants jouent leur dernier match au Polo Grounds, une défaite 1-9 face aux Pirates de Pittsburgh.
Le Polo Grounds reste inoccupé pendant deux années. En 1960, il accueille à nouveau des matchs de football américain avec la création de la franchise des Titans de New York (American Football League). En 1960, la Ligue nationale donne son accord pour la création de deux nouvelles franchises, les Astros de Houston et des Mets de New York, qui débuteront en 1962. Les Mets jouent pendant deux saisons au Polo Grounds pendant la construction de leur nouveau stade, le Shea Stadium.
La démolition du stade débute en avril 1964 avec la même boule utilisée pour détruire Ebbets Field en 1960. En quatre mois, le stade est rasé, puis remplacé par un ensemble d'immeubles baptisés Polo Ground Houses.